# Howling Laud Hope
Alan « Howling Laud » Hope, né le 16 juin 1942 à Mytchett (en), dans le comté du Surrey, en Angleterre, est une personnalité politique et excentrique britannique. Cofondateur du Official Monster Raving Loony Party (« Parti fou-dingue monstrueux officiel », OMRLP) en juin 1982, il est le chef de ce parti depuis 1999.

## Biographie
Après avoir travaillé dans les métiers du spectacle, il achète un hôtel avec son épouse en 1978, et en est le co-gérant jusqu'en 2000. De 2000 à 2010, il gère un pub, puis prend sa retraite. Il co-fonde le OMRLP (parti politique satirique qui se présente comme insensé) en 1982 avec David Sutch (Screaming Lord Sutch), qui préside le parti jusqu'à sa mort en 1999. Hope est alors élu à la tête du parti — conjointement avec son chat Catmando jusqu'à la mort de ce dernier dans un accident de la route en juin 2002.
Que ce soit lors d'élections législatives ou d'élections partielles, Hope s'est présenté vingt fois pour être député à la Chambre des communes, toujours sans succès. La dernière fois à ce jour étant pour les législatives de mai 2015, dans la circonscription d'Uxbridge et Ruislip-sud, en banlieue de Londres, contre Boris Johnson,. En 1987 toutefois il est élu conseiller municipal dans la petite ville d'Ashburton dans le Devon, sous l'étiquette des Loonies (OMRLP). Réélu continuellement, il devient maire de la ville en 1998, puis est réélu maire de 1999 à 2000, toujours sous l'étiquette du « Parti fou-dingue »,. Depuis 2010 il est conseiller municipal loonie à Fleet dans le Hampshire,.